# Zhou Dongyu
Zhou Dongyu (周冬雨S, Zhōu DōngyǔP) (Shijiazhuang, 31 gennaio 1992) è un'attrice cinese.

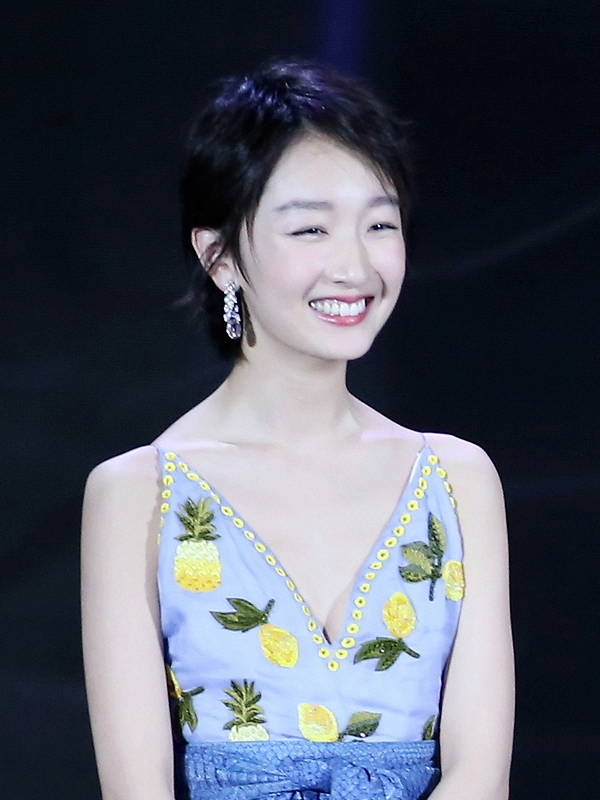
Zhou Dongyu nel 2017

È diventata famosa nel 2010 per aver interpretato la protagonista del film Under the Hawthorn Tree, del regista Zhang Yimou. Nel 2016 ha vinto il Golden Horse Film Festival come miglior attrice protagonista per il suo ruolo in Soul Mate, mentre nel 2020 è stata la vincitrice degli Hong Kong Film Awards come miglior attrice per il ruolo della protagonista del film Shàonián de nǐ (Better days). 
Nel 2016 è stata indicata come una delle quattro attrici Dan della generazione post anni '90, insieme a Zheng Shuang, Guan Xiaotong e Yang Zi.

## Carriera
Nel 2010 Zhou Dongyu è stata scelta dal regista Zhang Yimou come protagonista del suo film Under the Hawthorn Tree, nonostante non avesse precedenti esperienze di recitazione. Zhang era infatti alla ricerca di una ragazza che non fosse solo bella ma riuscisse anche a incarnare l'innocenza della protagonista della storia, e valutò oltre 10000 ragazze prima di scegliere Zhou.
Per il suo ruolo nel film Zhou Dongyu ha conquistato il premio come miglior attrice alla Semana Internacional de Cine de Valladolid del 2011, il premio come Outstanding New Actress ai Huabiao Awards di Pechino e quello di Best New Performer ai Shanghai Film Critics Awards dello stesso anno, e ciò ha segnato l'inizio della sua carriera come attrice.
Nel 2013 ha interpretato la protagonista del film storico sentimentale Gong suo Chenxiang (The Palace), mentre l'anno successivo ha preso parte ai film Tong zhuo de ni (My Old Classmate) e Xin hua lu fang (Breakup Buddies), che hanno registrato grandi incassi al botteghino in Cina.
Nel 2016 ha ottenuto un grande successo di critica con il film Soul Mate, basato sull'omonimo romanzo di Anni Baobei, per il quale ha vinto il premio come miglior attrice al Golden Horse Film Festival, al Hong Kong Film Critics Society Award e ai Golden Screen Awards.
Nel 2020 ha vinto il premio come miglior attrice agli Hong Kong Film Awards come protagonista del film Shàonián de nǐ, conosciuto a livello internazionale anche come Better Days.

## Filmografia parziale
- Under the Hawthorn Tree (2010)
- The Allure of Tears (2011)
- Gong suo Chenxiang (The Palace) (2013)
- Tong zhuo de ni (My Old Classmate) (2014)
- Xin hua lu fang (Breakup Buddies) (2014)
- Soul Mate (2016)
- Shàonián de nǐ (2019)